# Langelinievej
Langelinievej er en vej beliggende mellem Langelinie og Langelinie Allé i København. Vejen løber rundt om Langelinie Lystbådehavn, der blev anlagt i 1890’erne i forbindelse med etableringen af Københavns Frihavn.

## Historie
Lystbådehavnen blev oprindeligt skabt for at give arbejderne fra frihavnsbyggeriet og skibsværftet Burmeister & Wain mulighed for at have små joller til fritidsfiskeri.
Ved Langelinievej findes flere monumenter, herunder:
- Monument for danske søfolk i 1. Verdenskrig (1928), skabt af Svend Rathsack og Ivar Bentsen, rejst som en gave fra Danmarks Dampskibsrederiforening.
- Mindestenen for Mylius Erichsen, N.P. Høeg Hagen og Jørgen Brønlund, der omkom under ekspeditionen til Nordøstgrønland 1906-1907. Stenen blev udført af Kai Nielsen og opstillet i 1912. Bagsiden bærer uddrag fra Jørgen Brønlunds dagbog, der beskriver deres tragiske skæbne.
- Buste af grønlandsforskeren Ejnar Mikkelsen, skabt af Adam Fischer og opstillet i 1974 i anledning af 50-året for kolonien i Scoresbysund.[1]